# EA Sports UFC
EA Sports UFC ist eine von EA Canada entwickelte und von der UFC lizenzierte Serie von Mixed-Martial-Arts-Sportsimulationen. Die unter dem Markennamen EA Sports für die Konsolen PlayStation 4 und Xbox One veröffentlichte Kampfspielreihe besteht seit 2014 mit der Veröffentlichung von EA Sports UFC. Seither erscheint alle zwei Jahre eine neue Ausgabe des Spiels. Coverträger waren bisher Jon Jones und Alexander Gustafsson für EA Sports UFC, Ronda Rousey und Conor McGregor für EA Sports UFC 2, abermals Conor McGregor für EA Sports UFC 3 und Israel Adesanya und Jorge Masvidal für EA Sports UFC 4.